# Canas de Senhorim
Canas de Senhorim es una freguesia portuguesa del concelho de Nelas, con 25,66 km² de superficie y 3.555 habitantes (2001). Su densidad de población es de 138,5 hab/km².